# 格奥尔吉·阿杰尔松-韦利斯基
格奥尔吉·马克西莫维奇·阿杰尔松-韦利斯基（俄語：Гео́ргий Макси́мович Адельсо́н-Ве́льский，羅馬化：Georgii Adelson-Velskii，1922年1月8日—2014年4月26日）是一名蘇聯和以色列數學家、計算機科學家。
阿杰尔松-韦利斯基出生於薩馬拉，最初接受的是純數學家教育。1945年，他與同班同學、最終的長期合作者亞歷山大·克龍羅德共同發表的第一篇論文獲得莫斯科數學學會的獎項。他和克龍羅德是尼古拉·盧津的最後一批學生，1949年在伊斯拉埃爾·蓋爾范德的指導下獲得博士學位。
1950年代末，他開始從事人工智慧和其他應用主題的研究。1962年，他與葉夫根尼·蘭迪斯一起發明了AVL樹，這是已知的第一個平衡二元搜尋樹資料結構。
1963年開始，阿杰尔松-韦利斯基在莫斯科理論和實驗物理研究所領導電腦西洋棋程式的開發工作。他的創新包括首次在電腦西洋棋中使用位棋盤（一種現在常用的表示對局位置的方法）。1966年，該程式在第一場電腦程式之間的西洋棋比賽中擊敗科托克-麥卡錫，後來發展成為第一個世界電腦西洋棋冠軍——凱撒。
1992年8月，阿杰尔松-韦利斯基移居以色列，居住在阿什杜德。他曾擔任巴伊蘭大學數學和計算機科學系教授。
2014年4月26日，阿杰尔松-韦利斯基在以色列吉夫阿塔伊姆的寓所去世，享年92歲。

## 部分出版
- Adel'son-Vel'skiĭ, G. M.; Kronrod, A. S., , Doklady Akademii Nauk SSSR, New Series, 1945, 50: 7–9, MR 0051912.
- Adel'son-Vel'skiĭ, G. M.; Landis, E. M., , Doklady Akademii Nauk SSSR, 1962, 146: 263–266, MR 0156719.
- Adel'son-Vel'skiĭ, G. M.; Arlazarov, V. L.; Bitman, A. R.; Životovskiĭ, A. A.; Uskov, A. V., , Akademiya Nauk SSSR I Moskovskoe Matematicheskoe Obshchestvo, 1970, 25 (2 (152)): 221–260, MR 0261965. Translated as "Programming a computer to play chess", Russian Mathematical Surveys 25: 221–262, 1970, doi:10.1070/RM1970v025n02ABEH003792

## 外部連結
- Костинский, Александр; Брауде-Золотарев, Михаил.  (Radio broadcast). Radio Liberty. 31 December 2002. （原始内容存档于8 August 2007） （俄语）.

Near the end of the program, Mikhail Donskoy recounts a trip with Adelson to the University of Waterloo.
- Dinitz, Yefim. . Theory Announcements. TheoryNet and DMANet. 28 April 2014. （原始内容存档于15 August 2014）.
- （页面存档备份，存于） from http://chessprogramming.wikispaces.com （页面存档备份，存于）
- 1990 Moscow Interview with Adelson-Velsky （页面存档备份，存于）, Eugene Dynkin Collection of Mathematics Interviews, Cornell University Library (in Russian, English transcript).
- (In Russian, List of publication translated into English).
- Author profile （页面存档备份，存于） in the database zbMATH